# 唇瘡
唇瘡，學名復發性唇疱疹，是出現於嘴唇或鼻孔邊緣的感染，由具有傳染性的单纯疱疹病毒一型病毒所引起。唇瘡出現初期，患處會出現痕癢和灼熱，然後出現水泡，之後會演變成潰瘍。

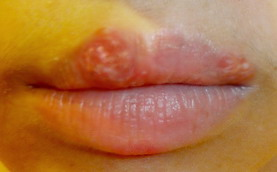
HSV-I型病毒引起的口唇疱疹